# Reprezentacja Białorusi na żużlu
Reprezentacja Białorusi na żużlu – grupa żużlowców reprezentujących Republikę Białorusi w sportowych imprezach międzynarodowych. Za jej funkcjonowanie odpowiedzialny jest Biełaruskaja fiederacyja matacykletnych widau sportu (BFMS).
Decyzją FIM z 5 marca 2022 roku zawieszono uznawanie istniejących białoruskich licencji i wydawanie nowych w związku ze wsparciem przez ten kraj zbrojnej inwazji wojsk rosyjskich na Ukrainę, niemniej od 1997 roku Białoruś nie posiada zawodników reprezentujących ją na arenie międzynarodowej.